# John Eisenmann
John Eisenmann (26 mars 1851 – 6 janvier 1924), est un architecte de Cleveland dans l'Ohio qui créa le drapeau de l'Ohio en 1902.